# Бэалю Гырма
Бэалю Гырма (1938 или 1939, деревня Суннэ, провинция Иллубабер — 1984, Аддис-Абеба) — эфиопский писатель-прозаик, журналист, государственный и общественный деятель. Писал на амхарском языке. Ввёл в амхарский язык слово «оромай». 

## Биография
Родился в семье плотника-индийца, приехавшего в Эфиопию на заработки, и матери-эфиопки. Отец оставил семью и вернулся в Индию, когда Бэалю был ещё ребёнком. Среднее образование получил сначала в родной провинции, а затем в Аддис-Абебе (за отличную учёбу получив стипендию на обучение в лучшей школе), по окончании школы поступил в Аддис-Аббебский университет, окончив его по специальности «журналистика». Вскоре после этого он отправился для продолжения обучения в Соединённые Штаты Америки, где получил магистерскую степень в области журналистики. Вернувшись в Эфиопию в начале 1960-х годов, до 1974 года работал сначала в Министерстве информации Эфиопии, затем журналистом в изданиях «Мэнэт», «Аддис Репортер», а также газете «Аддис-Зэмэн».
После революции 1974 года вошёл в ближайшее окружение Менгисту Хайле Мариама, став его другом и ближайшим советником и получив должность заместителя министра информации. Известно, что Бэалю Гырма писал для него тексты публичных речей, выступлений и статьи на политические темы, был организатором различных правительственных конференций. Однако уже спустя два года, в 1976 году, он начал открыто выражать своё несогласие с политикой Дерга (эфиопской военной хунты), в том числе по отношению к эритрейскому вопросу, в 1982 году изложив свою позицию в очередном романе. 14 февраля 1984 года, вскоре после запрета последнего романа к печати, Бэалю Гырма исчез. Факт его убийствами агентами спецслужб Эфиопии был раскрыт только в январе 2003 года, однако точная дата смерти неизвестна до сих пор. Более того, в 2013 году появилось сообщение (сомнительной достоверности) о том, что он может быть жив до сих пор.
В своих ранних романах — «За горизонтом» («Кадлис Балашыр», 1970), «Колокол совести» («Ехылина дывуль», 1974) — посвящены жизни эфиопской интеллигенции в последние годы существования Эфиопской империи. В этих произведениях Бэалю Гырма активно призывал читателей к переустройству общества и участию в нём со стороны общества, критикуя пассивно-созерцательную позицию. В своём наиболее известном романе, «Зов красной звезды» («Еккэй кокэб тэри», 1980), и написанном в том же году романе «Писатель» («Дэраси»), которые были переведены на русский язык и издавались в СССР, он высказывал полное согласие с идеями эфиопской революции и социалистическим развитием Эфиопии. Пришедшее к нему в скором времени несогласие с политикой режима было отражено в романе 1982 года «Оромай», посвящённом войне в Эритрее, — название этого произведения было изобретением самого Бэалю Гырма, своего рода неологизмом, который можно вольно перевести как «Пора кончать». Вскоре после первой публикации этот роман, выставляющий правительство страны в крайне невыгодном свете, был запрещён цензурой. Критики отмечали психологическую достоверность создаваемых им в романах образов персонажей, увлекательность сюжета, выразительность языка. Творчество писателя стало важным этапом развития национальной эфиопской литературы и словесности в XX веке.